# Wieża ciśnień przy ulicy Sikorskiego w Braniewie
Wieża ciśnień przy ulicy Sikorskiego w Braniewie – modernistyczna wieża ciśnień w Braniewie, wybudowana w 1931 roku, od 1934 funkcjonowało w niej także schronisko młodzieżowe, w 1945 zniszczona i nieodbudowana.

## Historia

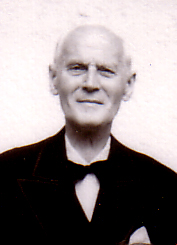
Prof. Kurt Frick, architekt wieży

Wieża ciśnień przy ul. Sikorskiego w Braniewie została wybudowana w 1931 roku według projektu architekta Kurta Fricka (1884–1963), również autora projektu zespołu szkół przy ul. Konarskiego w Braniewie. Wieża ta była monumentalną, prostopadłościenną budowlą o wysokości 30 metrów, z elewacją z czerwonej cegły klinkierowej. Takie odmienne w wyglądzie prostopadłościenne budowle wież zaczęły się następnie pojawiać następnie w lat 30. XX w. również w kilku innych miastach Prus Wschodnich – w Dzierzgoniu, Morągu i Mikołajkach.
Wieża ta była drugą wieżą ciśnień w mieście i została ulokowana w jednym z najwyżej położonych punktów miasta przy ówczesnej Malzstraße, gdyż dotychczasowa wieża ciśnień wybudowana w 1897 roku przy obecnej ul. Szkolnej (po wojnie niezachowana) stawała się niewydolna w związku z szybko rosnącą liczbą ludności Braniewa. Równocześnie z budową drugiej wieży ciśnień w mieście położona została nowa sieć wodociągowa i kanalizacyjna, uzupełniona siecią hydrantów nadziemnych do celów zabezpieczenia przeciwpożarowego.
W sobotnie popołudnie 23 czerwca 1934 na trzech najwyższych kondygnacjach znajdujących się poniżej zbiornika wodnego zostało uroczyście otwarte i oddane do użytku schronisko młodzieżowe dla młodzieży męskiej. W uroczystości wzięli udział m.in. przewodniczący Stowarzyszenia Wschodniopruskich Schronisk Młodzieżowych gauführer Becker, twórca projektu wieży prof. Kurt Frick z Królewca, burmistrz Ludwig Kayser, dyrektorzy braniewskich szkół oraz partyjni notable.

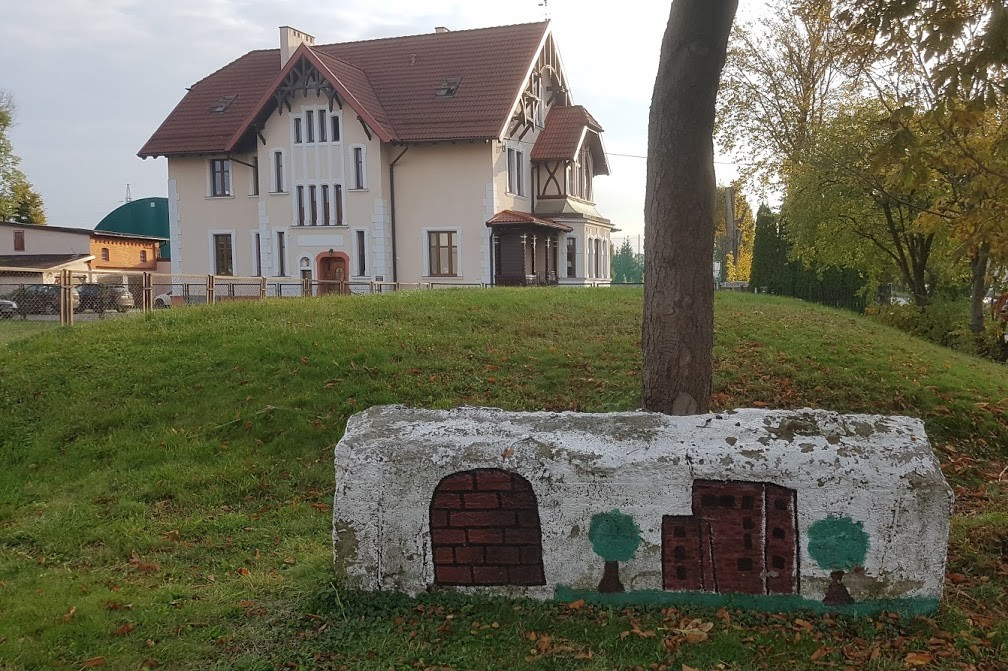
Pozostałość po modernistycznej wieży ciśnień współcześnie (2020)

Na dwóch piętrach wieży znajdowały się pokoje mieszczące po 20 łóżek, a powyżej obszerna świetlica ze stołami i krzesłami. Wnętrza wszystkich sal schroniska zostały przyozdobione obrazami miejscowego malarza Stephana Preuschoffa (1907–1994), przedstawiającymi motywy ojczyźniane, a także wędrówki młodzieży. Dzięki umiejscowieniu schroniska na najwyższych dostępnych piętrach i lokalizacji samej wieży w najwyżej położonej części miasta – z okien rozpościerał się doskonały widok na miasto i okolicę, sięgający aż po Zalew Wiślany. Schronisko to przejęło rolę dwóch, obu bardzo skromnych, schronisk dla chłopców – funkcjonujących w byłych koszarach wojskowych przy ul. Moniuszki oraz w suterenie Doppelschule, współcześnie szkoły podstawowej nr 6 przy ul. Konarskiego.
Gazeta Ermländische Zeitung w poniedziałkowym wydaniu z dnia 25 czerwca informowała, iż w mieście znajduje się 72 miejsc noclegowych w schroniskach (policzono zapewne wszystkie łącznie męskie i żeńskie w mieście). Opiekę na nowym schroniskiem w wieży przy ul. Sikorskiego objął nauczyciel matematyki i fizyki w Szkole Zamkowej Hermann Bogdanski.
Pod koniec II wojny światowej wieża była wykorzystywana przez pododdziały łączności Hitlerjugend (Nachrichten-HJ) do nawiązywania łączności i prowadzenia szkoleń. W 1945 roku, w czasie działań wojennych w mieście, wieża wodna została zniszczona, po wojnie jej pozostałości rozebrane. Współcześnie w tym miejscu znajduje się niewielkie wzniesienie przy Liceum Ogólnokształcącym im. Feliksa Nowowiejskiego oraz pozostawiony na pamiątkę fragment muru tejże budowli.